# ヒメカピバラ
ヒメカピバラ(Lesser capybara, Hydrochoerus isthmius)は、テンジクネズミ科の半水生の動物であり、パナマ、コロンビア北西部、ベネズエラ西部に生息する。1912年に新種として記載されたが、後にカピバラの亜種とされた。1980年代の解剖学や遺伝学に関する研究から再び独立種とするよう勧告され、1991年にこの認識が広まったが、今でもこれを亜種と考える者もいる。
ヒメカピバラはカピバラに非常に近いが、成体は最大でも約28kg程度である。これに対して、カピバラの成体は少なくとも35kg以上はある。ヒメカピバラは年中繁殖し、平均で3.5匹の子を同時に生む。個々の固体は、季節、生息地、狩猟圧に応じて、昼行性または夜行性となり、単独行動も社会行動も行うことがある。この種は、パナマでは一般的であるが、ベネズエラでは希少とされる。狩猟や拠水林の破壊、また湿地、特にマグダレナ川の水不足のため、生息が脅かされている。核型は、カピバラの2n = 66、FN = 102に対して、2n = 64、FN = 104である。